# La Sentinelle
 La Sentinelle  là một xã ở tỉnh Nord ở miền bắc nước Pháp. Xã này có diện tích 3,89 kilômét vuông, dân số năm 1999 là 3360 người. Xã nằm ở khu vực có độ cao trung bình 53 mét trên mực nước biển. 